# Pézènes-les-Mines
Pézènes-les-Mines là một xã thuộc tỉnh Hérault trong vùng Occitanie phía nam nước Pháp. Xã này nằm ở khu vực có độ cao từ 194-501 mét trên mực nước biển. Dân số thời điểm năm 1999 là 1712 người.
Tại đây có tòa lâu đài.